# Clyde Arc
Clyde Arc – most nad rzeką Clyde znajdujący się w Glasgow. Został oficjalnie otwarty w 18 września 2006 roku.

## Historia
Budowa mostu kosztowała około 20 mln funtów i został sfinansowany przez radę miejską oraz Scottish Enterprise Glasgow. Wykonaniem projektu zajął się Edmund Nuttall Ltd.
Pozwolenie na budowę zostało wydane w 2003 roku, po 3 latach rozpoczęto budowę. Trwała ona około roku.

## Konstrukcja
Most ma 169 metrów długości i ma wysokość około 130 metrów. Składa się z trzech przęseł: głównego o długości 96 metrów oraz dwóch dojazdowych o długości 36,5 metra. Na moście są 2 pasy ruchu, ścieżka rowerowa oraz chodnik. Most jest położony zaledwie 5,4 m n.p.m.
W 2008 r. został zamknięty do renowacji na kilka miesięcy z powodu pęknięcia jednej z czternastu lin nośnych.